# Empalme Olmos
Pour les articles homonymes, voir Olmos.

Carte de la municipalité d'Empalme Olmos dans le département de Canelones.

Empalme Olmos est une ville et une municipalité de l'Uruguay appartenant au département de Canelones. Sa population est de 4 199 habitants.
Cette petite ville fait partie intégrante de l'Aire métropolitaine de Montevideo étant située sur sa marge orientale.

## Localisation
Empalme Olmos est située dans le sud de l'Uruguay, département de Canelones, 6 km au nord est de la ville de Pando,.

## Population
Sa population est de 4 199 habitants environ (2011),.
| Année | Population |
| ----- | ---------- |
| 1963  | 1 973      |
| 1975  | 2 108      |
| 1985  | 3 144      |
| 1996  | 3 815      |
| 2004  | 3 978      |
| 2011  | 4 199      |

## Gouvernement
Le maire (alcalde) de la ville est Ricardo Rodríguez (Front large),.

## Images

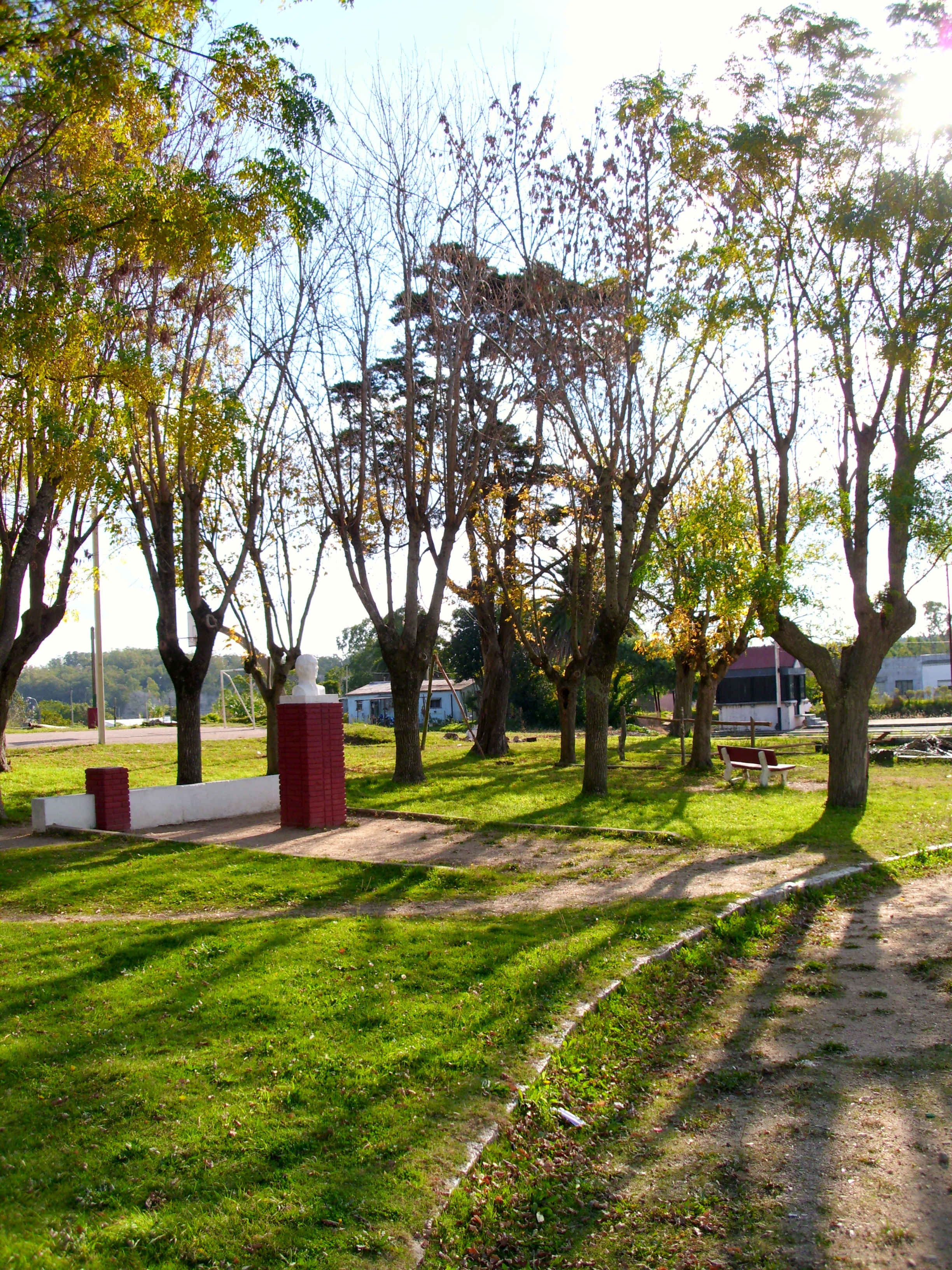
Plaza 30 de Noviembre près de la gare de Sudriers à Empalme Olmos.